# Eupithecia aliena
Euphitecia aliena es una especie de polilla de la familia Geometridae. La especie fue descrita por primera vez por András Mátyás Vojnits habiendo sido descrita en 2008, con distribución en Rusia. El holotipo de la especie fue descrita en los alrededores de Levashi, en el distrito de Dargin, Daguestán.